# Shelley Hack
Pour les articles homonymes, voir Hack (homonymie).
Shelley Hack, née le 6 juillet 1947 à Greenwich, Connecticut (États-Unis), est un mannequin, une actrice, une personnalité politique et une productrice américaine.

## Biographie
Propulsée mannequin dès l'âge de 15 ans, Shelley Hack devient l'une des top-modèles les plus populaires au monde dans les années 1960-70. Elle défile pour les plus grandes marques et les plus grands couturiers. De 1975 à 1981, Shelley Hack devient l’ambassadrice du parfum « Charlie » et décroche le plus gros contrat financier qu'un mannequin n'ait, alors, jamais obtenu. Son visage est assuré pour 1 million de dollars, soit la police d'assurance la plus chère jamais enregistrée jusqu'ici dans l'univers du cosmétique.
C'est en interprétant le rôle de Tiffany Welles dans la série Drôles de dames que Shelley Hack devient une star de renommée mondiale. Dans les années 1980, elle réussit à casser son image, jugée par la presse trop BCBG et lisse, en devenant l’actrice incontournable de nombreux thrillers ou films d'horreur. Elle triomphe notamment avec Terry O'Quinn dans Le Beau-père (The Stepfather) de Joseph Ruben.
À la fin des années 1990, elle se lance dans la politique en rejoignant le Parti démocrate. Elle devient membre de l'Organisation des Nations unies (ONU) où elle siège à la Commission de consolidation de la paix et du Pacific Council on International Policy (PCIP) où elle remplit quelques missions internationales. Dans la foulée, elle crée la SHMC (Shelley Hack Media Consultancy), une compagnie chargée de créer des médias indépendants comme des journaux, la radio et la télévision dans des pays sortant soit de guerre ou d'un régime autocratique (dictature).
Shelley Hack a répondu à l'invitation de Oprah Winfrey, le 23 janvier 2008, pour évoquer ses 46 ans de carrière (le talk show The Oprah Winfrey Show est le programme le plus regardé aux États-Unis).
Au début de l'année 2009, Shelley Hack se retire de toute vie politique et abandonne ses différents mandats diplomatiques. Elle est apparue dans plusieurs conventions et des soirées de gala.
Elle revient à Hollywood, dès 2010, en créant avec son mari, Harry Winer, la société de production de films Smash Media. Shelley Hack produit en 2011 le téléfilm Lucky Christmas pour la chaîne de TV américaine Hallmark Channel. À cette occasion, elle paraît le 14 janvier 2012, lors de la cérémonie « Hallmark Channel TCA party Winter 2012 ».
Shelley Hack produit régulièrement des téléfilms pour la chaîne de télévision Hallmark Channel et souhaite adapter le roman Zombie Blondes pour le cinéma.

## Filmographie

### Cinéma
- 1977 : Annie Hall : Street Stranger
- 1978 : If Ever I See You Again (en) de Joseph Brooks (en) : Jennifer Corly
- 1979 : C'était demain (Time After Time) : Docent
- 1983 : La Valse des pantins (The King of Comedy) : Cathy Long
- 1986 : Troll : Anne Potter
- 1987 : Le Beau-père (The Stepfather) : Susan Maine
- 1989 : Témoin à abattre  (Blind Fear) : Erika Breen
- 1992 : Un suspect trop séduisant (The Finishing Touch) : Hannah
- 1992 : Me, Myself and I : Jennifer
- 1996 : Kidnapping (House Arrest)

### Télévision

#### Téléfilm
- 1979 : Autoroute pour la mort (Death Car on the Freeway) (TV) : Janette Clausen
- 1981 : Vanities (TV) : Mary
- 1983 : Close Ties (TV) : Anna
- 1983 : Portrait Mortel (Trackdown: Finding the Goodbar Killer) (TV) : Logan Gay
- 1983 : Found Money (TV) : Leslie
- 1984 : À cœur perdu (Single Bars, Single Women) (TV) : Frankie
- 1985 : Jeux Extrêmes (Kicks) (TV) : Maggie Pierson
- 1986 : Viol à la une (TV)
- 1989 : Et si c'était à refaire (Bridesmaids) (TV) : Kimberly
- 1990 : A Casualty of War (TV) : Monica Browne
- 1992 : L'Innocence perdue (Taking Back My Life: The Nancy Ziegenmeyer Story) (TV) : Nan Horvat
- 1993 : SeaQuest, police des mers (TV) : Capt. Marilyn Stark
- 1993 : Le Fracas du silence (Not in My Family) (TV) : Becky Worth
- 1993 : Perry Mason : Les dames de cœur (TV) : Abby Walters Morrison
- 1995 : 767 en détresse (Falling from the Sky: Flight 174) : Lynn Brown
- 1996 : Mari Volage (TV) : JoBeth Rawlings

#### Série télévisée
- 1979 - 1980 : Drôles de dames : Tiffany Welles
- 1983 : Cutter to Houston (en) : Dr. Beth Gilbert (1983)
- 1986 : Jack & Mike : Jackie Shea

#### Séries (Guest Star)
- 1979 : Married: The First Year - Épisode 3
- 1980 : La croisière s'amuse - Épisode « Les amis »
- 1986 : Night Court Épisode pilote
- 1992 : La Loi de Los Angeles Épisode "Whose San Andreas Fault Is It, Anyway?" (La loi de Los Angeles)
- 1994 : Les Contes de la crypte - Épisode « L'Assassin »
- 1997 : Diagnosis murder (Diganostic meurtre - Épisode : Méfions-nous des apparences)

## Production
- 2011 : Un ticket gagnant pour Noël (Lucky Christmas), Téléfilm de Gary Yates
- 2015 : Un couple parfait (Perfect match), Téléfilm de Ron Oliver
- 2016 : Melodie d'amour (Summer of dreams), Téléfilm de Mike Rohl
- 2017 : L'héritage de Noël (a Bramble House Christmas), Téléfilm de Steven R. Monroe
- 2017 : Un festival pour Noël (Christmas In Evergreen), Téléfilm de Alex Zamm
- 2018 : Coup de foudre et gourmandises (Falling for you), Téléfilm de Peter Deluise
- 2019 : Quelques jours à Noël (Holiday Hearts), Téléfilm de Allan Harmon
- 2022 : Un automne à Manhattan (Autumn in the City), Téléfilm de Michael Robison
- 2022 : Le secret d'un Noël parfait (Long Lost Christmas), Téléfilm de Michael Robison

## Récompenses et nominations

### Récompenses
- 1996 - People choice award pour son interprétation dans le téléfilm Mari volage (Frequent Flyer)

### Nominations
- 1988 - Plusieurs nominations pour son interprétation dans Le Beau-père, thriller de Joseph Ruben